# Bazylika konkatedralna św. Piotra w Dillingen an der Donau
Bazylika św. Piotra (niem. Basilika St. Peter) – rzymskokatolicka, barokowa świątynia parafialna znajdująca się w szwabskim mieście Dillingen an der Donau, konkatedra diecezji Augsburga.

## Historia
W 1230 rozpoczęto budowę romańskiego kościoła w centrum Dillingen. Ok. 1430 wzniesiono gotycką świątynię, z której pochodzi się wieża dzisiejszej bazyliki. Obecny kościół wzniesiono w latach 1619–1628 wg projektu Hansa Alberthala, lecz został wkrótce zniszczony podczas walk ze Szwedami w trakcie wojny trzydziestoletniej. W 1643 ukończono odbudowę, a w 1669 wieża została podwyższona przez Davida Motzardta, prapradziadka Wolfganga Amadeusa Mozarta. W 1733 od północy dobudowano kaplicę św. Erazma, a w 1734 powstały freski sufitowe pędzla Matthiasa Wolkera. 11 października 1979 papież Jan Paweł II wyniósł kościół do godności bazyliki mniejszej. W 2015 roku wyremontowano grożącą zawaleniem konstrukcję murów i sklepień.

## Architektura i wyposażenie
Barokowa świątynia ma długość 50 m i szerokość 25 m, wysokość wieży wynosi 46 m. Na emporze bazyliki ustawiono organy, wykonane w 1978 w warsztacie Orgelbau Sandtner z wykorzystaniem rejestrów z poprzedniego instrumentu z 1889 roku. W 2006 rozbudowano je do 53 głosów, kolejna rozbudowa miała miejsce w latach 2021–2022. Kościół posiada 6 dzwonów:
| Waga        | Średnica | Ton  | Rok odlania | Ludwisarnia                                 |
| ----------- | -------- | ---- | ----------- | ------------------------------------------- |
| 1932 kg     | 151 cm   | des' | 1981        | Bachert, Bad Friedrichshall                 |
| ~1500 kg    | 134 cm   | es'  | 1724        | Nikolaus i Alexander Arnoldtowie, Dillingen |
| ~800 kg     | 108,5 cm | ges' | 1724        | Nikolaus i Alexander Arnoldtowie, Dillingen |
| ~400 kg     | 88 cm    | b'   | 1724        | Nikolaus i Alexander Arnoldtowie, Dillingen |
| ~297 kg     | 77,5 cm  | des" | 1981        | Bachert, Bad Friedrichshall                 |
| brak danych | 47,5 cm  | as"  | 1716        | Franciscus Kern, Augsburg                   |

## Galeria

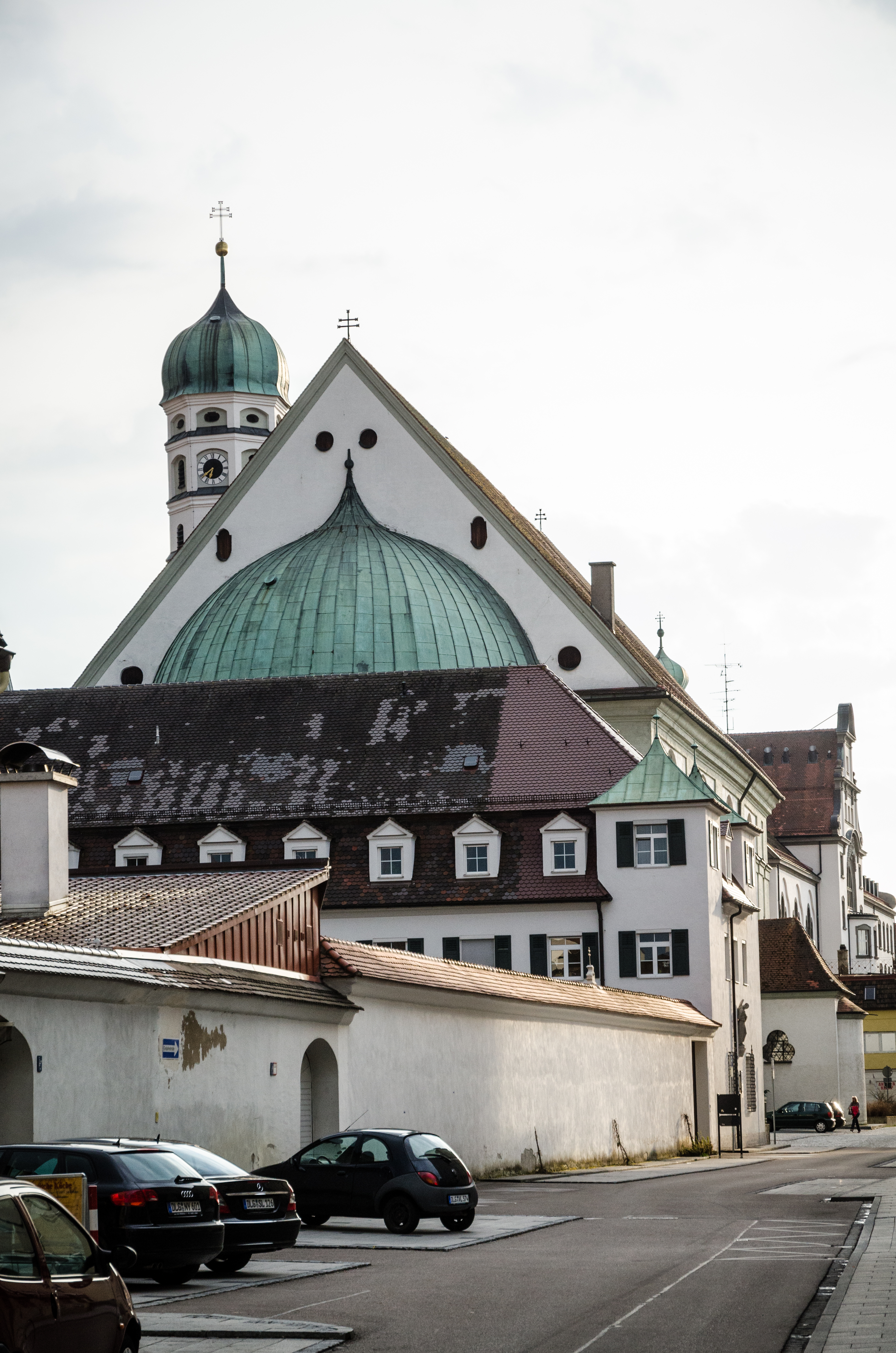
Widok z północnego wschodu
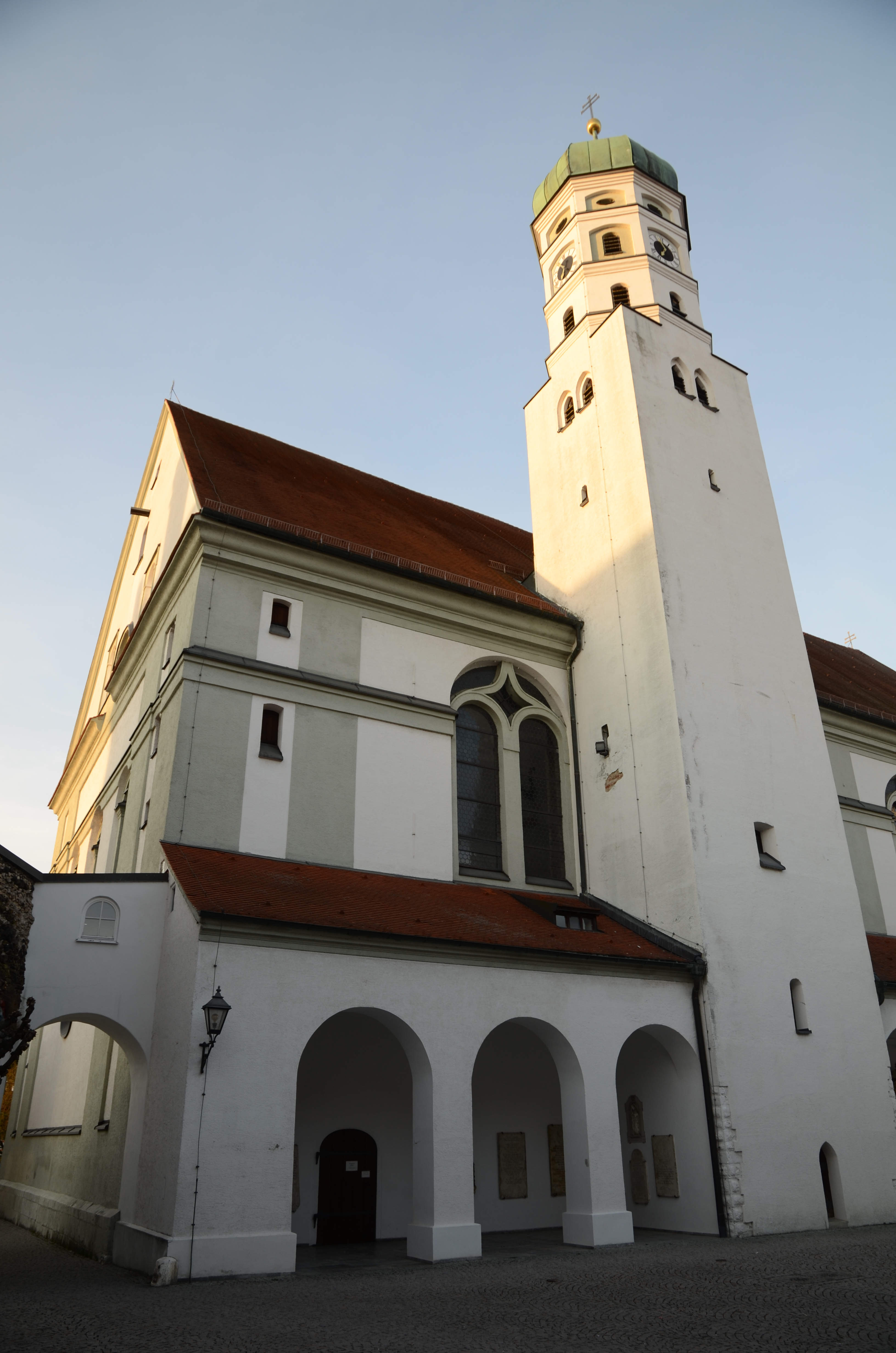
Widok z południa
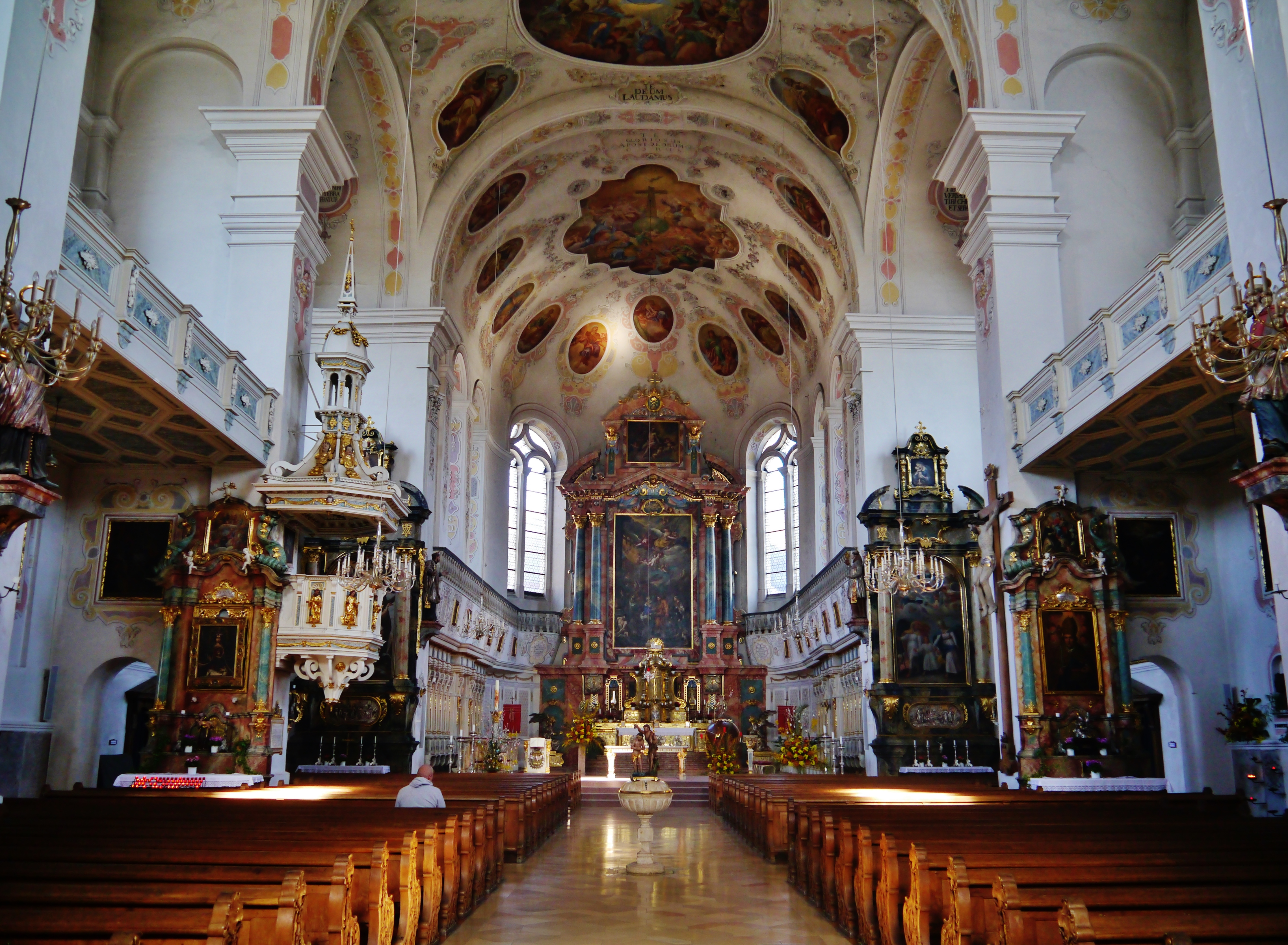
Wnętrze
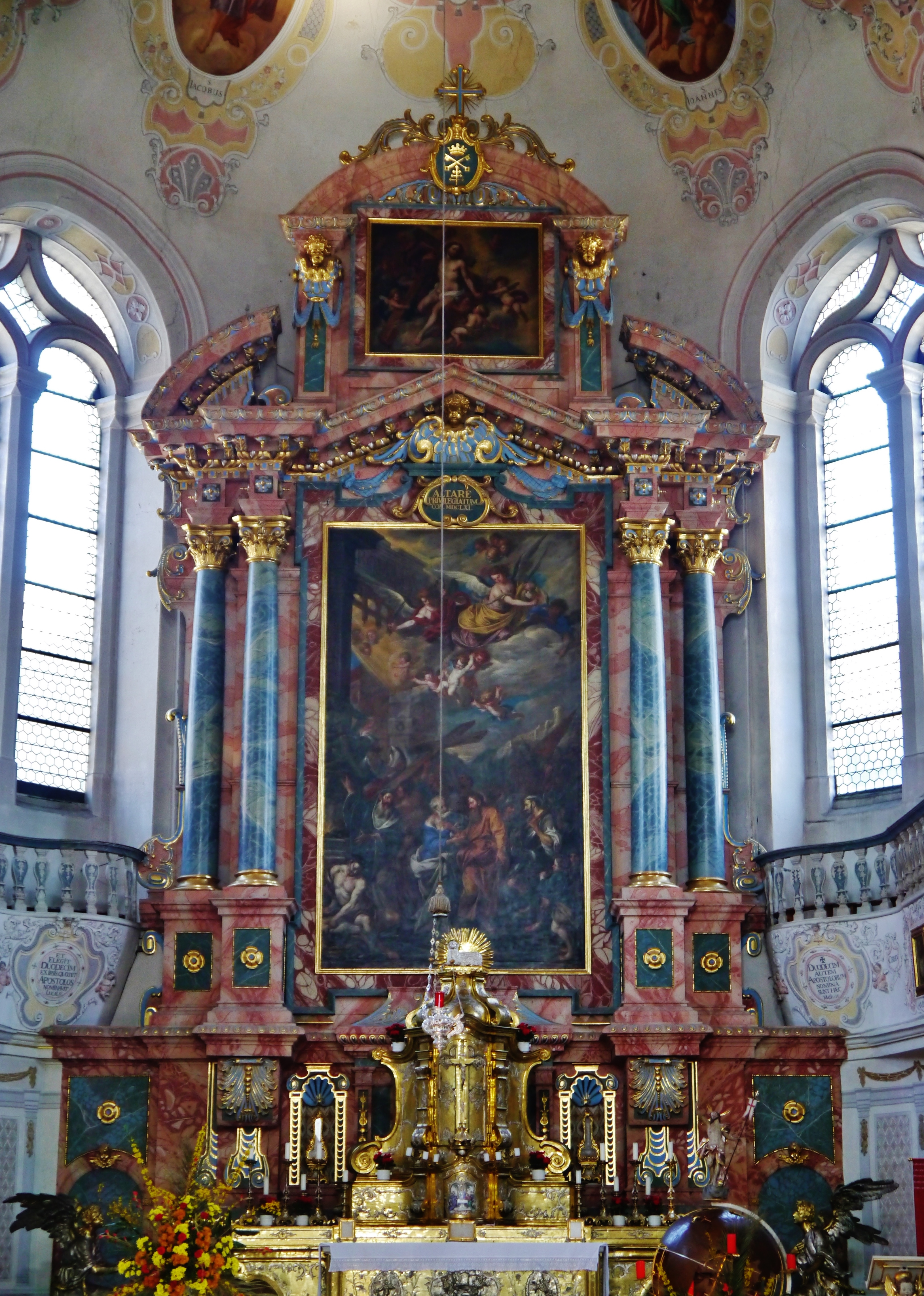
Ołtarz główny
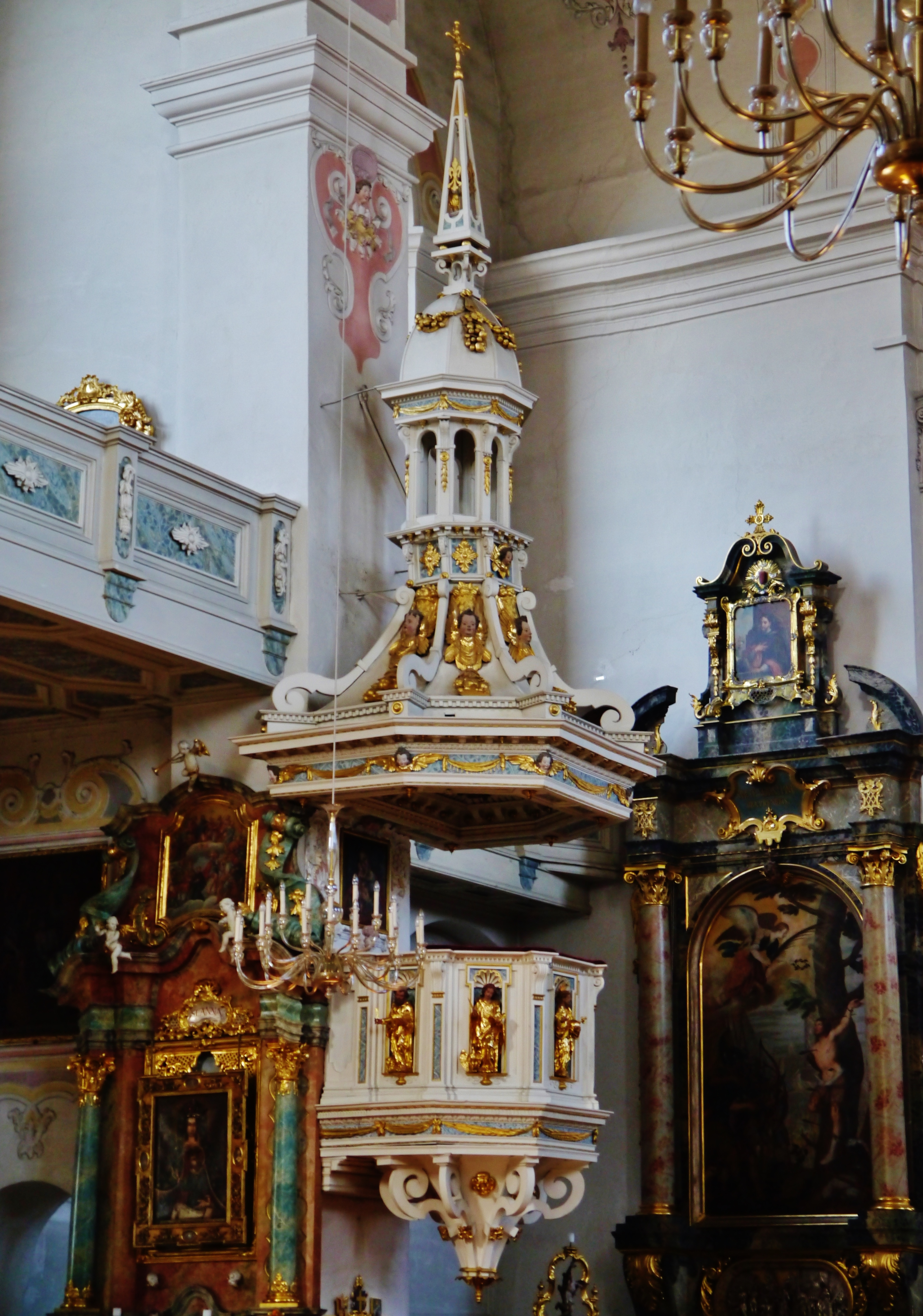
Ambona
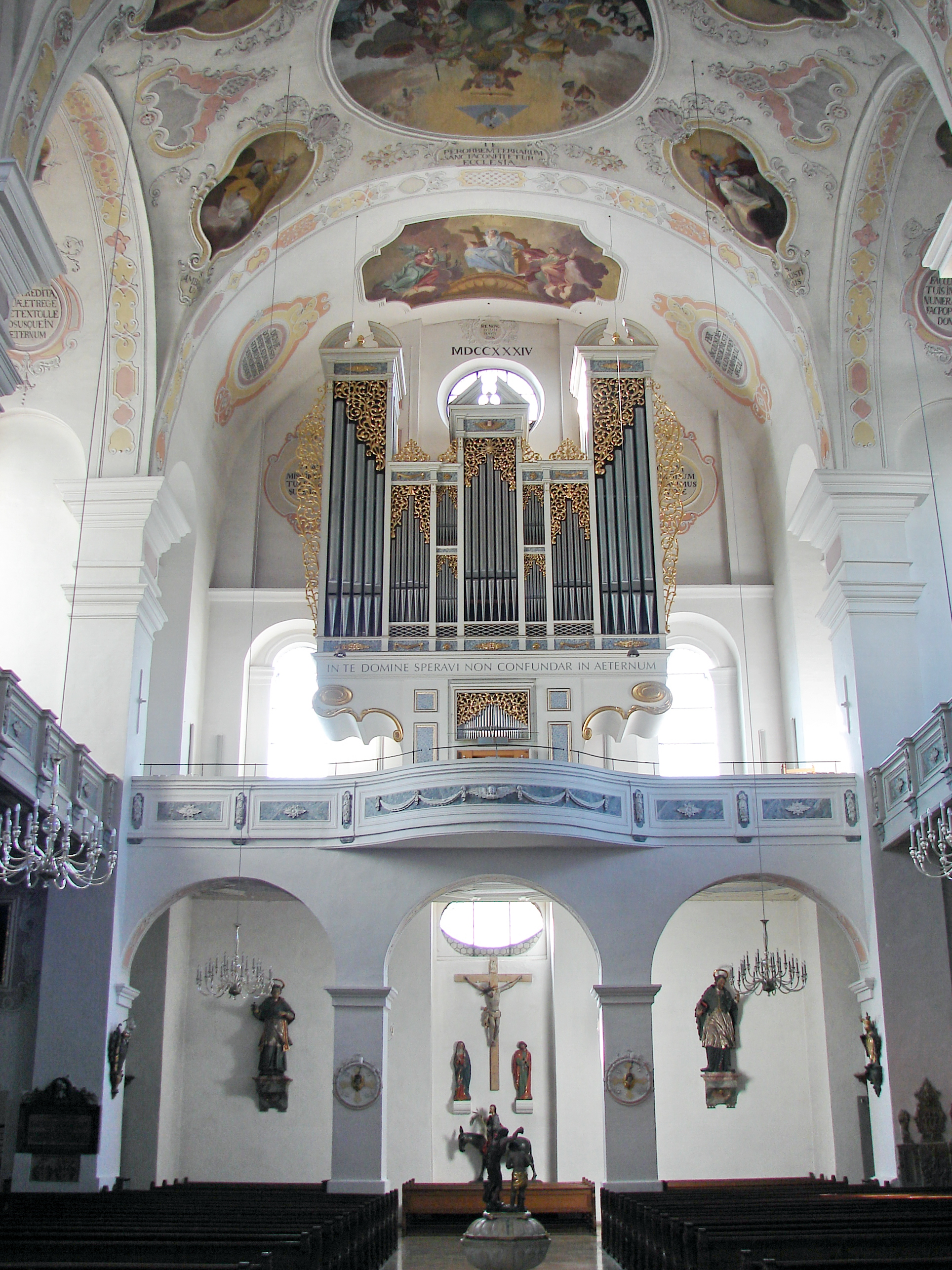
Organy
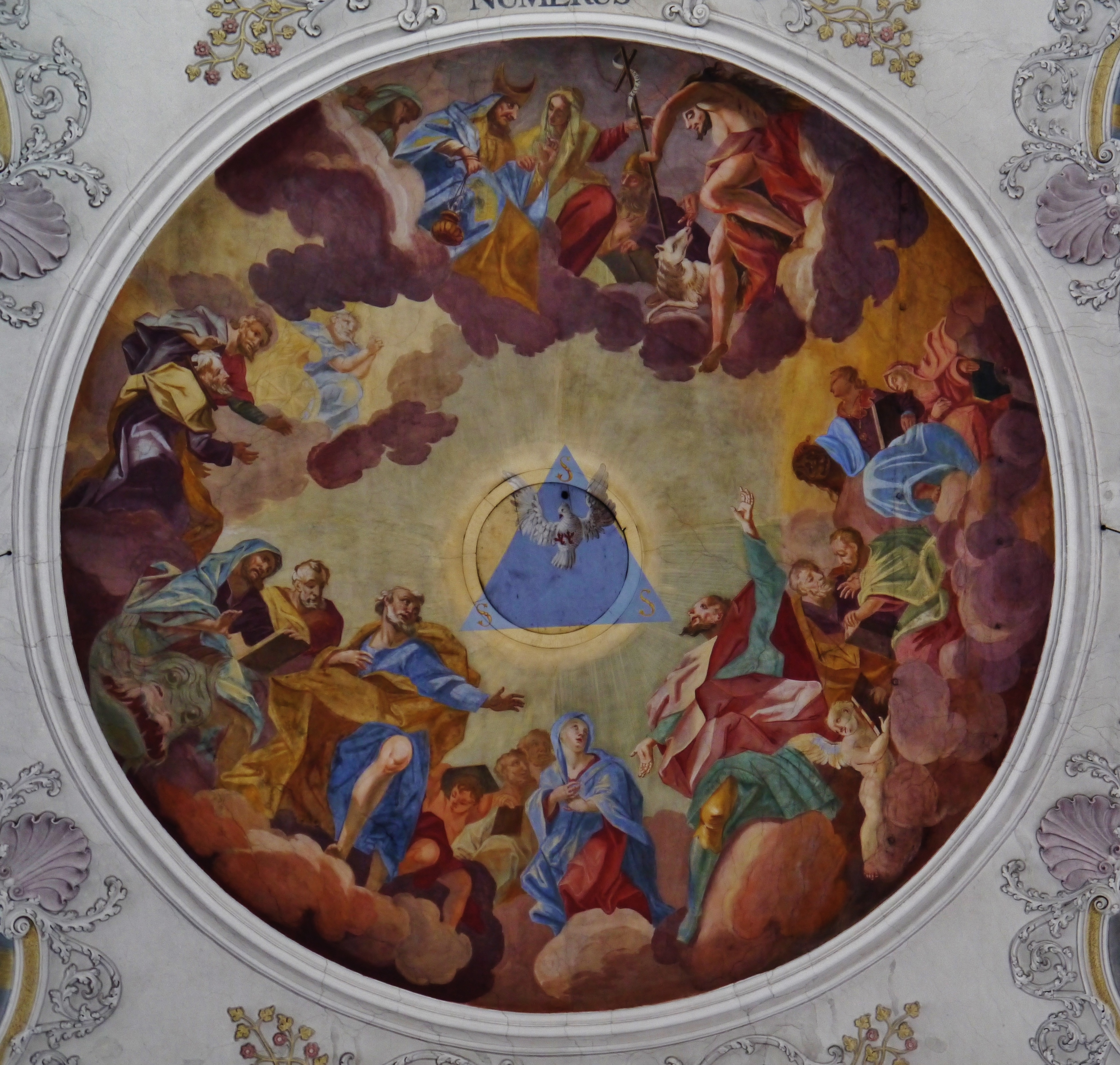
Fresk Świętej Trójcy